# Helenactyna vicina
Helenactyna vicina is een spinnensoort in de taxonomische indeling van de kaardertjes (Dictynidae).
Het dier behoort tot het geslacht Helenactyna. De wetenschappelijke naam van de soort werd voor het eerst geldig gepubliceerd in 1977 door Pierre L. G. Benoit.